# 日本国際ボランティアセンター
特定非営利活動法人日本国際ボランティアセンター（にほんこくさいボランティアセンター）は、国際協力非政府組織である

## 概要
JVCは1980年2月に、タイの難民キャンプに駆けつけた日本人によって結成された団体であり、認定NPO法人である。会員制であり、日本国際ボランティアセンターの趣旨に賛同する人で会費を負担する人ならば、原則として誰でもJVCの会員になることができる。会費の他に、募金を募っている。
2019年現在、日本国外では朝鮮民主主義人民共和国、カンボジア、タイ、ラオス、アフガニスタン、イラク、パレスチナ、スーダン、南スーダン、南アフリカ、以上の10地域で活動している。日本の技術の持ち込みや新しい機械の供与でなく、現地の人たちの知恵と自発的意思を生かす手助けを担うということを大切にする。専従スタッフの活動とは別に、ボランティアの活動を重視している。日本人スタッフばかりでなく、当地のスタッフも従事している。また、2011年以降は日本国内においても、東日本大震災での支援活動も行っていた。
JVCは調査活動も行い日本政府に政策提言も行っている。

## 主要な活動内容
農業支援
農薬や化学肥料に頼らない農業の実践の手助けを行っている。また、環境保全に配慮した農業を目指している。
医療支援
当地の住民が医療を受けられるように、経済的支援を行っている。また、衛生環境の充実などの支援も行っている。
教育支援
当地の学校教育での環境教育の支援、保健教育の支援を行っている。かつてカンボジアにおいて、1985年にJVC自動車技術学校を設立し、自動車整備士資格を取得するコースを運営していた。
政策提言
政府開発援助のあり方、その他の事項で、政策提言を行っている。

## 書籍
- JVC「NGOの挑戦」編集委員会編『NGOの挑戦：日本国際ボランティアセンター(JVC)10年の記録 上』、めこん、1990年11月、ISBN 978-4-8396-0052-5
- JVC「NGOの挑戦」編集委員会編『NGOの挑戦：日本国際ボランティアセンター(JVC)10年の記録 下』、めこん、1990年11月、ISBN 978-4-8396-0053-2
- 日本国際ボランティアセンター『NGOの時代：平和・共生・自立』、めこん、2000年6月、ISBN 978-4-8396-0139-3
- 日本国際ボランティアセンター『NGOの選択：グローバリゼーションと対テロ戦争の時代に』、めこん、2005年11月、ISBN 978-4-8396-0188-1

日本国際ボランティアセンター関係者の著作
- 酒井啓子『イラクで私は泣いて笑う：NGOとして、ひとりの人間として』、めこん、2009年6月、ISBN 978-4-8396-0224-6
- 小林和香子『ガザの八百屋は今日もからっぽ：封鎖と戦火の日々』、めこん、2009年6月、ISBN 978-4-8396-0225-3
- 金敬黙『NGOの源流をたずねて：難民救援から政策提言まで』、めこん、2011年1月、ISBN 978-4-8396-0244-4
- 森本薫子『タイの田舎で嫁になる：野性的農村生活』、めこん、2013年5月、ISBN 978-4-8396-0267-3
- 谷山博史『「積極的平和主義」は、紛争地になにをもたらすか？！』、合同出版、2015年7月、ISBN 978-4-7726-1244-9

## 参加者・活動家
JVCの趣旨や目的に賛同さえしていれば、様々な立場の人たちがJVCの活動に参加している。具体的には、大学など高等教育機関の教職員、研究者、弁護士、医療関係者、在野の市民活動家、ジャーナリストなどがJVC主催の集会などで講師として講演活動を行っている。また、学部生や大学院生やいわゆる「一般市民」などは、ボランティアやインターンなどという立場で、JVCの運営などに携わっている。そして、JVCに於いては、ごく少数の者が有給スタッフとしてJVCの活動に専従している。